# Marché couvert de Villefranche
Le marché couvert est un bâtiment situé Boulevard Jean-Jaurès à Villefranche-sur-Saône.

## Histoire

### Origine
Depuis sa création en 1140 par les sires de Beaujeu, Villefranche sur Saône accueillait régulièrement un marché en plein air.
Cependant, devant son expansion et les difficultés croissantes de circulation des automobiles et des piétons, la municipalité envisage dès la fin du XIXe siècle, un marché couvert.
En 1928, Armand Chouffet, maire de la ville, lance un appel d'offres, remporté par l'architecte lyonnais Albin Decœur.

### Construction
L'architecture du marché est inspirée par les halles centrales de Reims.
La présence du Morgon et le sous-sol humide et friable obligent les constructeurs à recouvrir une partie du bief et à réaliser des travaux d'étanchéité.
Pour assurer la stabilité de l'ensemble il faut couler dans le sol 270 pieux en béton.
Le bâtiment, d'une superficie totale de 5 000 m2, est constitué d'un sous sol et d'une galerie. Il comporte 16 allées latérales et 9 centrales de 7 mètres de large. Au rez-de-chaussée, 35 « cases » sont également aménagées.

## Fonctionnement
Le marché ouvre ses portes en octobre 1933 et seuls les marchands d'alimentation sont autorisés à s'y installer. Les autres types de marchandises se répartissent dans la ville. Cette règle est toujours valable aujourd’hui.
Afin de le rentabiliser, plusieurs mesures sont prises dans les années 1950. Le bâtiment accueille, en plus des marchands, des manifestations musicales sportives et festives. Quant à l’attribution des cases, elle se fait désormais au plus offrant. L'emplacement des marchands est également repensé à de nombreuses reprises pour mettre en valeur le sous sol et la galerie, peu fréquentés par les acheteurs.
Dans les années 60 des travaux sont réalisés pour rénover le marché et l'adapter aux nouvelles normes d'hygiène. Entre 2006 et 2013 l'éclairage extérieur est refait et l'aménagement des cases est repensé et modernisé.
En 2024, de nouveaux travaux commencent à la mi-novembre avec une durée estimée d'un an. Une restauration intérieure et extérieure y sera effectuée avec notamment le retour des couleurs d'origine, à savoir le rouge brique.
Les jours de marchés se font sur le parking durant toute la durée de ces travaux. 